# Lucius Calpurnius Piso Frugi Licinianus
Lucius Calpurnius Piso Frugi Licinianus, född 38, död 15 januari 69 i Rom, var en romersk adelsman och senator. Han adopterades av den romerske kejsaren Galba och var dennes officielle arvinge och medkejsare mellan den 10 och 15 januari år 69. Otho, som hade förväntat sig att utnämnas till Galbas tronföljare, uppviglade i sin besvikelse pretorianerna att mörda Galba och Piso. Den senare hade sökt skydd i Vestatemplet på Forum Romanum, men drogs ut därifrån och dödades. 
Enligt Tacitus hade Piso ett strängt uppseende och i övrigt ett yttre som påminde om svunna tider. De som var positivt inställda till honom lyfte fram hans stränga moral, medan de som ogillade honom i stället menade att han hade ett dåligt temperament. Han var son till Marcus Licinius Crassus Frugi och Scribonia Magna.